# Гуахіра (півострів)
12°02′00″ пн. ш. 71°44′00″ зх. д. / 12.03333333° пн. ш. 71.73333333° зх. д.
Гуахіра (Гоахіра, ісп. Guajira, Goajira) — півострів на півночі Південної Америки, між Карибським морем і Венесуельською затокою. Велика частина належить Колумбії (департамент Гуахіра), частина — Венесуелі. Площа — 12 тис. км². Висота до 853 м.
Поверхня на південному заході низинна, на північному сході — з окремими останцевими масивами висотою до 853 м. Клімат і рослинність тропічні напівпустельні. Пасовищне тваринництво. Видобуток солі (на південному заході).
На Гуахіра знаходиться найпівнічніша точка Південної Америки — мис Гальінас (12" 25' пн. ш.). Навпроти розташовується півострів Парагуана.
Півострів Гуахіра — основне місце проживання індіанців Вайю, які розмовляють мовою вайю (вайюнаїкі).